# Prva makedonska fudbalska liga 2019-2020
La Prva makedonska fudbalska liga 2019-2020 è stata la 28ª edizione del massimo campionato di calcio macedone, iniziata l'11 agosto 2019. Lo Škendija era la squadra campione in carica.

La stagione è stata conclusa anticipatamente il 4 giugno 2020 a causa dell'emergenza dovuta alla pandemia di COVID-19 in Macedonia del Nord. Il Vardar è stato dichiarato vincitore, inoltre, è stato deciso che nessuna squadra retrocederà..

## Stagione

### Novità
Al termine della stagione 2018-2019, sono retrocessi Belasica e Pobeda. Dalla Vtora Liga sono stati promossi Borec e Struga. Mentre il Sileks Kratovo ha vinto lo spareggio promozione-retrocessione contro il Tikveš Kavadarci, mantenendo la categoria.

### Regolamento
Le 10 squadre partecipanti si sfidano in un girone di andata e ritorno per due volte per un totale di 36 giornate.

La squadra campione della Macedonia del Nord si qualifica per il primo turno di qualificazione della UEFA Champions League 2020-2021.

Le squadre classificate al secondo e al terzo posto si qualificano per il primo turno di qualificazione della UEFA Europa League 2020-2021.

La terzultima classificata gioca uno spareggio promozione-retrocessione contro la terza classificata della Vtora Liga.

Le ultime due classificate retrocedono direttamente in Vtora Liga.

## Squadre partecipanti
| Squadra         | Città     | Stadio                  | Stagione precedente            |
| --------------- | --------- | ----------------------- | ------------------------------ |
| Brera Strumica  | Strumica  | Stadion Kukuš           | 3º posto in Prva Liga          |
| Borec           | Veles     | Stadion Zoran Paunov    | 1º in Vtora Liga Est           |
| Makedonija G.P. | Skopje    | Stadion Gjorche Petrov  | 5º posto in Prva Liga          |
| Rabotnički      | Skopje    | Arena Filippo II        | 7º posto in Prva Liga          |
| Renova          | Džepčište | Ecolog Arena            | 6º posto in Prva Liga          |
| Shkupi          | Skopje    | Stadion Chair           | 4º posto in Prva Liga          |
| Sileks Kratovo  | Kratovo   | Gradski stadion Kratovo | 8º posto in Prva Liga          |
| Škendija        | Tetovo    | Ecolog Arena            | Campione di Macedonia del Nord |
| Struga          | Struga    | Stadion Gradska Plaža   | 1º in Vtora Liga Ovest         |
| Vardar          | Skopje    | Arena Filippo II        | 2º posto in Prva Liga          |

## Classifica finale
|       | Pos. | Squadra         | Pt | G  | V  | N | P  | GF | GS | DR  |
| ----- | ---- | --------------- | -- | -- | -- | - | -- | -- | -- | --- |
| [ 3 ] | 1.   | Vardar          | 46 | 23 | 13 | 7 | 3  | 33 | 14 | +19 |
|       | 2.   | Sileks Kratovo  | 36 | 23 | 10 | 6 | 7  | 24 | 21 | +3  |
|       | 3.   | Škendija        | 35 | 23 | 10 | 5 | 8  | 38 | 20 | +18 |
|       | 4.   | Renova          | 31 | 23 | 9  | 4 | 10 | 25 | 33 | -8  |
|       | 5.   | Shkupi          | 29 | 23 | 7  | 8 | 8  | 28 | 28 | 0   |
|       | 6.   | Makedonija G.P. | 29 | 23 | 7  | 8 | 8  | 24 | 28 | -4  |
|       | 7.   | Brera Strumica  | 28 | 23 | 7  | 7 | 9  | 20 | 20 | 0   |
|       | 8.   | Rabotnički      | 28 | 23 | 8  | 4 | 11 | 21 | 29 | -8  |
|       | 9.   | Borec           | 27 | 23 | 7  | 6 | 10 | 20 | 31 | -11 |
|       | 10.  | Struga          | 25 | 23 | 6  | 7 | 10 | 19 | 28 | -9  |

      Ammessa alla UEFA Champions League 2020-2021.
      Ammesse alla UEFA Europa League 2020-2021

## Risultati

### Partite (1-18)
|                  | AkP  | Bor  | Mak  | Rab  | Ren  | Ške  | Shk  | Sil  | Str  | Var  |
| ---------------- | ---- | ---- | ---- | ---- | ---- | ---- | ---- | ---- | ---- | ---- |
| Akademija Pandev | –––– | 2-0  | 3-0  | 1-1  | 2-0  | 1-0  | 0-0  | 2-0  | 1-1  | 0-3  |
| Borec            | 1-0  | –––– | 1-1  | 1-1  | 1-1  | 1-0  | 2-1  | 0-0  | 3-2  | 0-0  |
| Makedonija G.P.  | 0-0  | 3-1  | –––– | 2-0  | 0-1  | 0-0  | 0-0  | 0-1  | 1-1  | 1-1  |
| Rabotnički       | 1-2  | 2-1  | 1-0  | –––– | 1-0  | 1-2  | 2-0  | 1-1  | 1-2  | 0-2  |
| Renova           | 1-1  | 2-1  | 1-1  | 4-3  | –––– | 0-2  | 2-2  | 1-0  | 2-1  | 0-1  |
| Škendija         | 1-0  | 4-0  | 1-1  | 3-0  | 6-1  | –––– | 4-0  | 3-0  | 2-0  | 0-0  |
| Shkupi           | 3-1  | 2-0  | 2-3  | 2-0  | 2-1  | 2-0  | –––– | 1-0  | 0-0  | 1-2  |
| Sileks Kratovo   | 3-1  | 3-0  | 3-4  | 1-0  | 3-0  | 1-0  | 1-0  | –––– | 1-0  | 2-2  |
| Struga           | 0-0  | 1-1  | 0-2  | 2-1  | 1-0  | 2-1  | 1-1  | 2-1  | –––– | 2-1  |
| Vardar           | 1-0  | 2-0  | 0-2  | 2-0  | 2-0  | 2-2  | 1-1  | 3-0  | 3-0  | –––– |

### Partite (19-36)
|                  | AkP  | Bor  | Mak  | Rab  | Ren  | Ške  | Shk  | Sil  | Str  | Var  |
| ---------------- | ---- | ---- | ---- | ---- | ---- | ---- | ---- | ---- | ---- | ---- |
| Akademija Pandev | –––– | 0-0  |      |      | 0-1  | 1-2  |      |      |      |      |
| Borec            |      | –––– |      |      |      | 4-2  |      |      |      | 0-1  |
| Makedonija G.P.  | 1-0  | 0-2  | –––– |      |      |      |      |      |      |      |
| Rabotnički       | 1-0  |      |      | –––– |      |      | 2-1  |      |      |      |
| Renova           |      |      |      |      | –––– |      |      | 0-1  | 2-0  | 2-0  |
| Škendija         |      |      | 4-1  |      |      | –––– |      |      |      |      |
| Shkupi           |      | 2-0  |      | 0-1  | 2-3  |      | –––– | 1-1  |      |      |
| Sileks Kratovo   |      |      | 1-0  |      |      | 0-0  |      | –––– |      |      |
| Struga           |      |      |      | 0-1  |      |      | 1-2  | 0-0  | –––– |      |
| Vardar           |      |      | 3-1  | 0-0  |      |      |      |      | 1-0  | –––– |

## Spareggio promozione/retrocessione
A causa dell'annullamento del campionato e l'abolizione delle retrocessioni, lo spareggio non si è tenuto.

## Statistiche

### Individuali

#### Classifica marcatori
| Gol |  |  | Giocatore         | Squadra         |
| --- |  |  | ----------------- | --------------- |
| 10  |  |  | Daniel Avramovski | Vardar          |
| 9   |  |  | Armend Alimi      | Škendija        |
| 9   |  |  | Nikola Prelčec    | Borec           |
| 8   |  |  | Marin Jurina      | Shkupi          |
| 7   |  |  | Paulo Carvalho    | Makedonija G.P. |
| 7   |  |  | Remzifaik Selmani | Renova          |
| 7   |  |  | Serginho          | Shkupi          |
| 6   |  |  | Bobi Bozhinovski  | Makedonija G.P. |
| 6   |  |  | Besart Ibraimi    | Škendija        |